# Orlando Agosti
Pour les articles homonymes, voir Agosti.
Orlando Agosti, de son nom complet Orlando Ramón Agosti Echenique, né le 22 août ou le 18 décembre 1924 à San Andrés de Giles dans la province de Buenos Aires et mort le 6 octobre 1997 à Buenos Aires, est un général de l'aviation militaire argentine.
Il est l'un des principaux dirigeants de la première junte militaire de la dictature argentine entre 1976 et 1979, avec l'amiral Emilio Eduardo Massera et le général Jorge Rafael Videla à la suite du coup d'État qui renversa le gouvernement argentin légitime de Isabel Martínez de Perón.

## Biographie
Ancien officier de liaison à l'ambassade argentine aux États-Unis, Agosti est nommé commandant des forces aériennes argentines en 1975 et participe 3 mois plus tard au coup d'État militaire qui renverse le gouvernement démocratique de la présidente Isabel Martínez de Perón. Membre de la junte et impliqué dans la guerre sale menée par le gouvernement militaire, il est remplacé au poste de chef des forces aériennes en 1979 par le brigadier Omar Graffigna (en).
Après le retour de la démocratie en 1983, il est poursuivi par la justice argentine au côté des autres chefs de la junte militaire. Jugé coupable de torture et de vol, il est condamné à 4 ans et demi de prisons et déchu de son grade. Il fut libéré en 1989 et tenta en 1993 de récupérer son grade militaire. Il fut le seul chef militaire à effectuer l'intégralité de sa peine.